# Obříství (zámek)
Zámek Obříství je dvoupatrový pozdně klasicistní komplex budov, jehož přední části stojí na návsi obce a zadní trakt se nachází na vyvýšeném místě nad řekou Labe. Adresa objektu je Svatopluka Čecha 1, Obříství, okres Mělník. Zámek je v rukou soukromého vlastníka, který jej získal zpět v restitucích a veřejnosti je nepřístupný. Je chráněn jako kulturní památka.

## Dějiny
Původní tvrz v Obříství, která stávala na místě dnešního zámku, je písemně poprvé doložena roku 1290. Roku 1384 je při ní uveden kostel. Poté je zmíněna v roce 1490, jako majetek Jana z Lobkovic a Lobkovicové Obříství drželi až do roku 1542, kdy je koupil Vilém Kamýcký ze Lstiboře.
Po něm se počátkem 17. století majitelem panství stal Václav Pětipeský z Chyš, který začal s přestavbou původní tvrze na zámek. Pro účast na stavovském povstání mu bylo ale panství zkonfiskováno a v roce 1623 jej zakoupila Polyxena z Lobkovic, která však o dostavbu rozestavěného zámku neměla zájem. Od ní zámek koupil Ferdinand Vilém Slavata z Chlumu a Košumberka a v roce 1666 nechal zpustlou a nedostavěnou budovu opravit, čímž ji zachránil před zřícením.

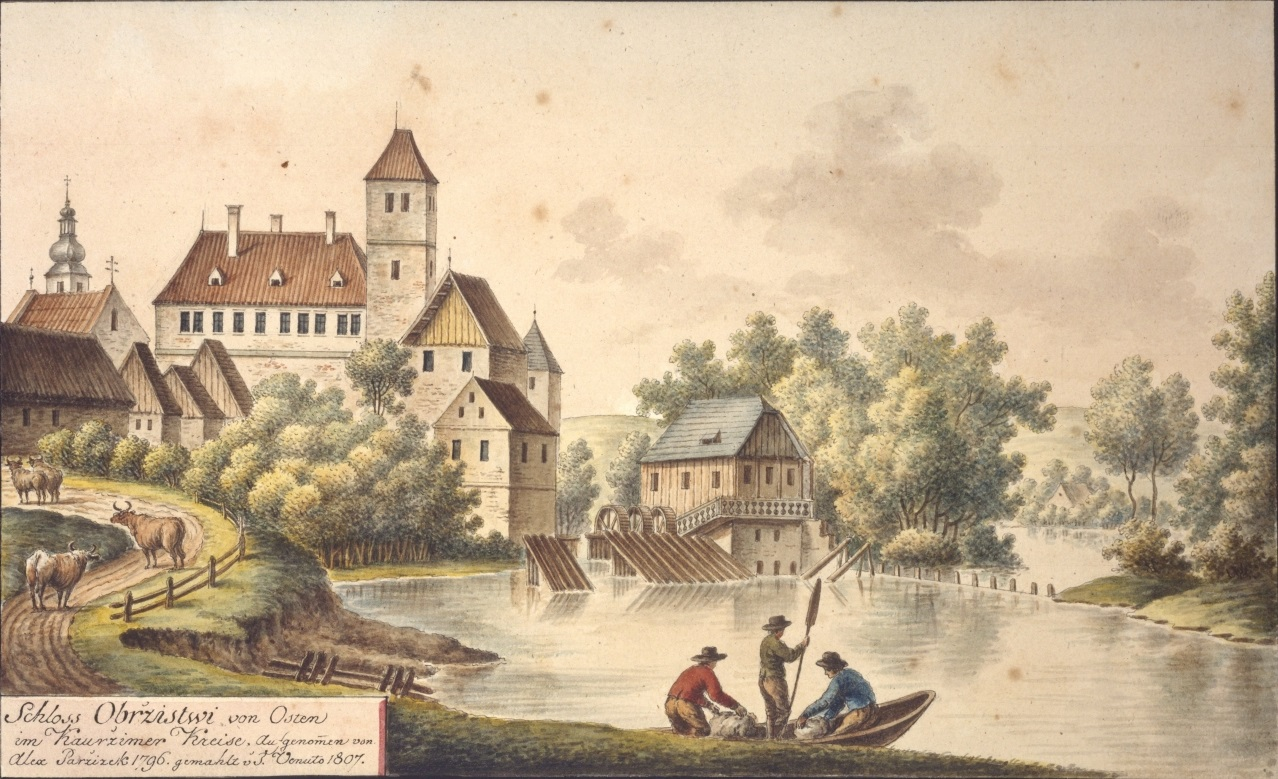
Zámek Obříství, kresba Johanna Venuta z roku 1807

Dalšími majiteli se stali Trauttmansdorffové, pak František Xaver Věžník a v roce 1803 již náležel zámek Kristiánu Kryštofu Clam-Gallasovi. Ten jej dal opravit, zahájil jeho celkovou přestavbu a posléze zámek prodal.
V roce 1817 se majitelem panství Obříství se zámkem stal rakouský generál, diplomat baron František Arnošt Koller (1767–1826), velký sběratel umění. Ten dokončil započaté přestavby a budovu rozšířil. Poté sem přesunul své rozsáhlé sbírky antických památek, které jsou dnes vystaveny v Pergamonském muzeu v Berlíně. V této době na zámku působil český pedagog a spisovatel, účastník tažení proti Napoleonovi, Matěj Milota Zdirad Polák. Ten po smrti svého chlebodárce odešel zpět do Vídeňského Nového Města, kde působil jako intendant na Tereziánské vojenské akademii. Postupně dosáhl hodnosti generálmajora rakousko-uherské armády, byl povýšen do šlechtického stavu s přídomkem "ze Zdiradova".
Později byl zámek ještě několikrát opravován a přestavován. V roce 1847 zámek koupil diplomat hrabě Josef z Trauttmansdorffu, provedl úpravy ve stylu pozdního klasicismu a zámek sloužil jako rodové letní sídlo. Dne 22. srpna 1870 zde hrabě Josef z Trattmansdorffu také zemřel. V majetku Trauttmansdorffů zámek zůstal až do roku 1926, kdy byl v rámci první pozemkové reformy zkonfiskován, byl sloučen s velkostatkem a sloužil jako obydlí majitele statku.
Od roku 1938 byly prostory zámku přizpůsobeny pro potřeby měšťanské školy, která zde sídlila do roku 1999.
Po roce 1989 byl zámek navrácen majiteli v restituci.

## Kostel
Zámecký kostel sv. Jana Křtitele, v jádru gotická stavba, přestavěná v renesanci a počátkem 19. století, má na hlavním oltáři obraz od Josefa Berglera, postranní oltář je rokokový, kenotaf připomíná, že v kryptě je hrobka rodiny Františka Kollera.

## Park
Pod zámkem se nachází udržovaný anglický park, vysazený v rámci úprav zámeckého areálu v 1. polovině 19. století.

## Galerie

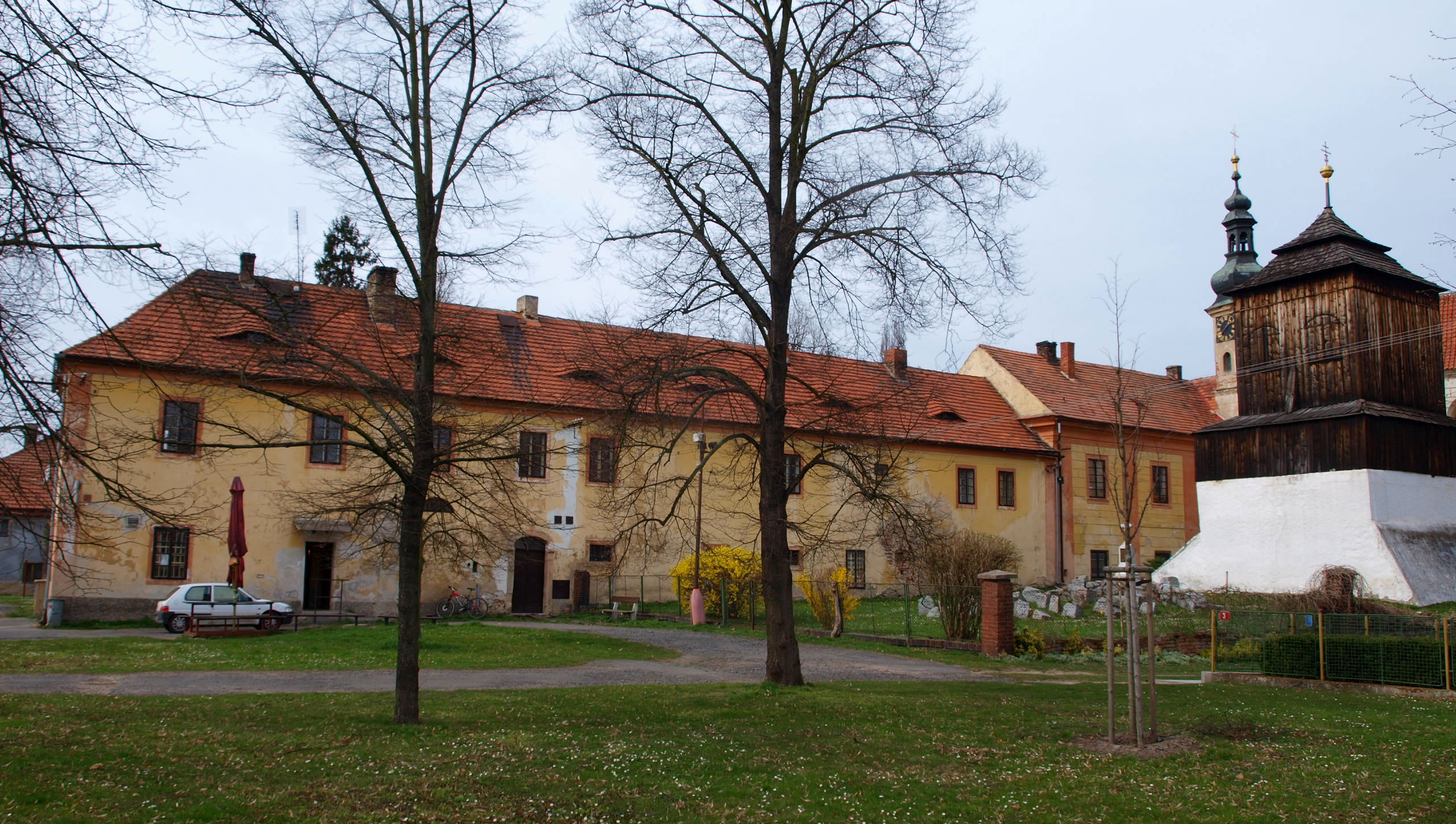
Pohled z návsi
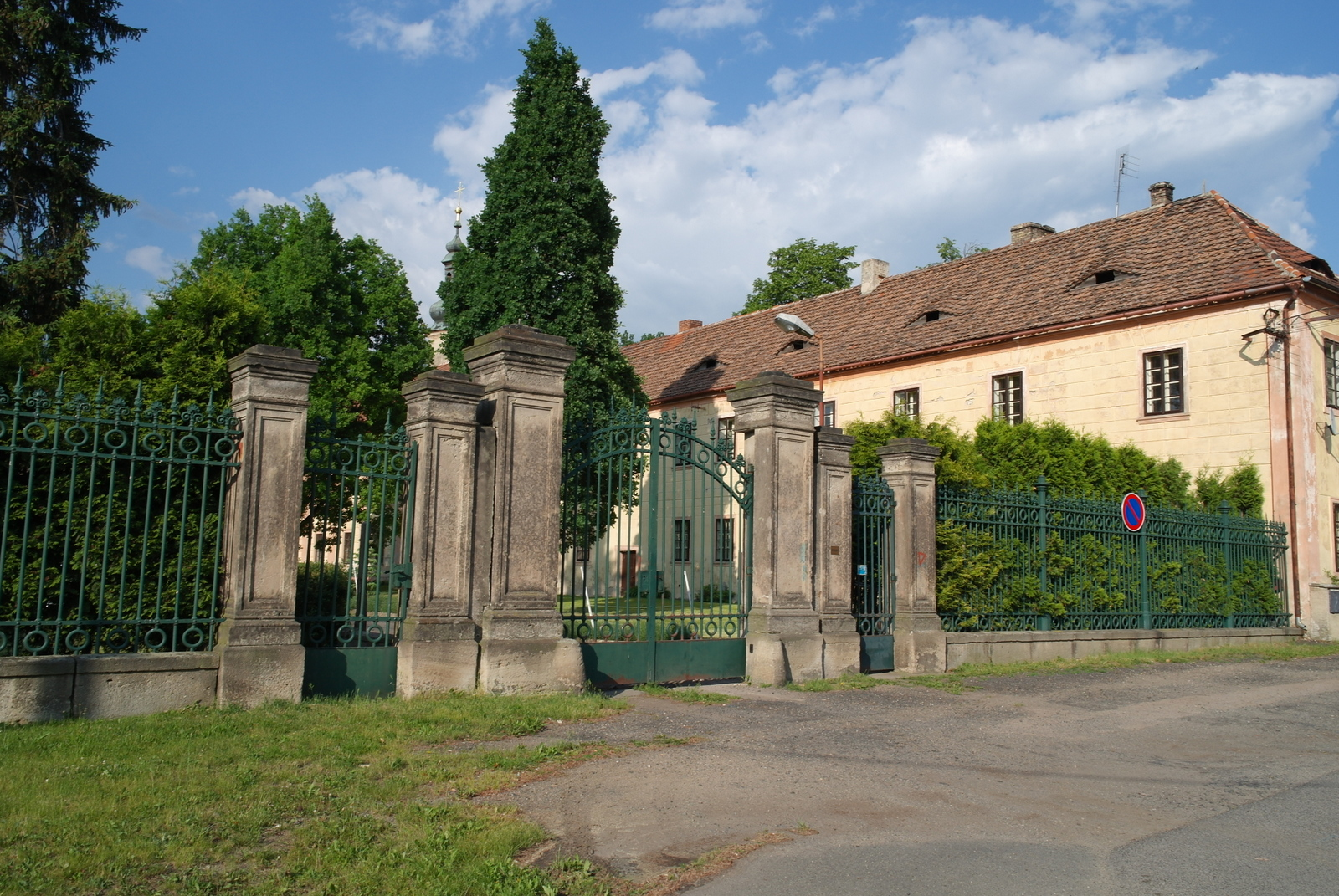
Vstupní brána a hospodářské křídlo zámku
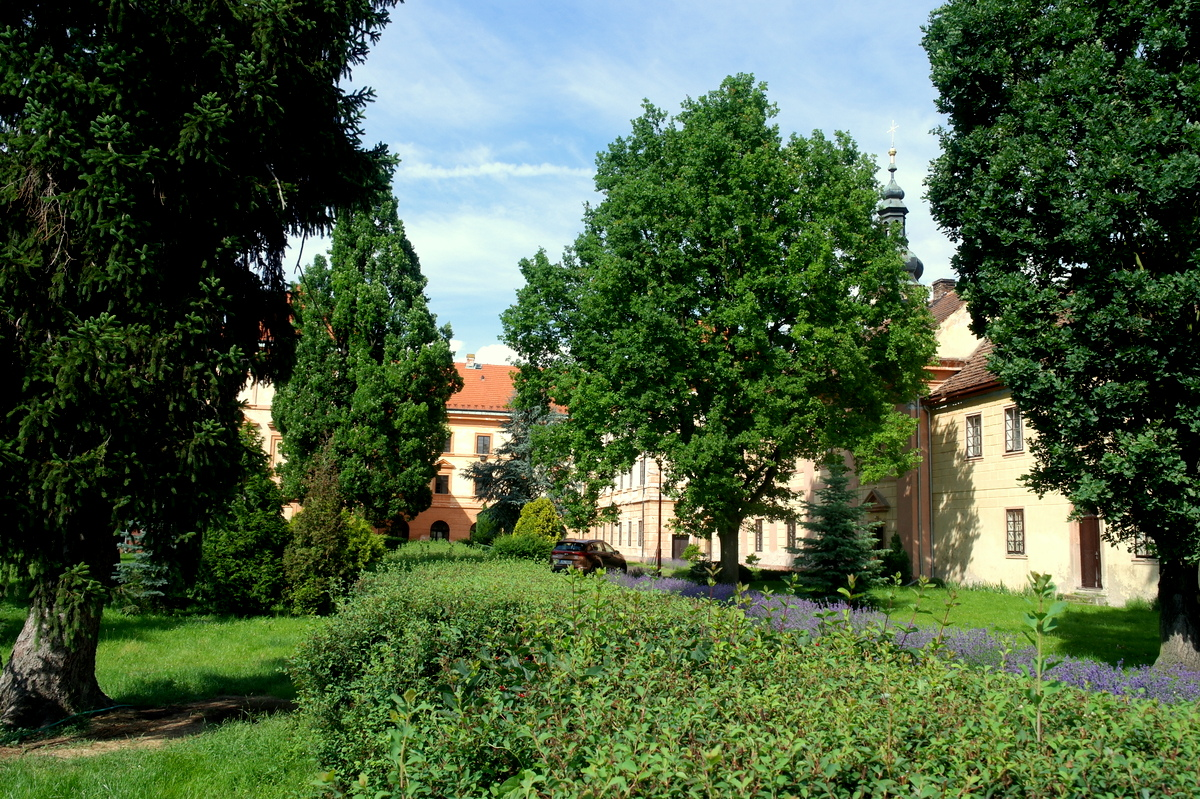
Čestný dvůr
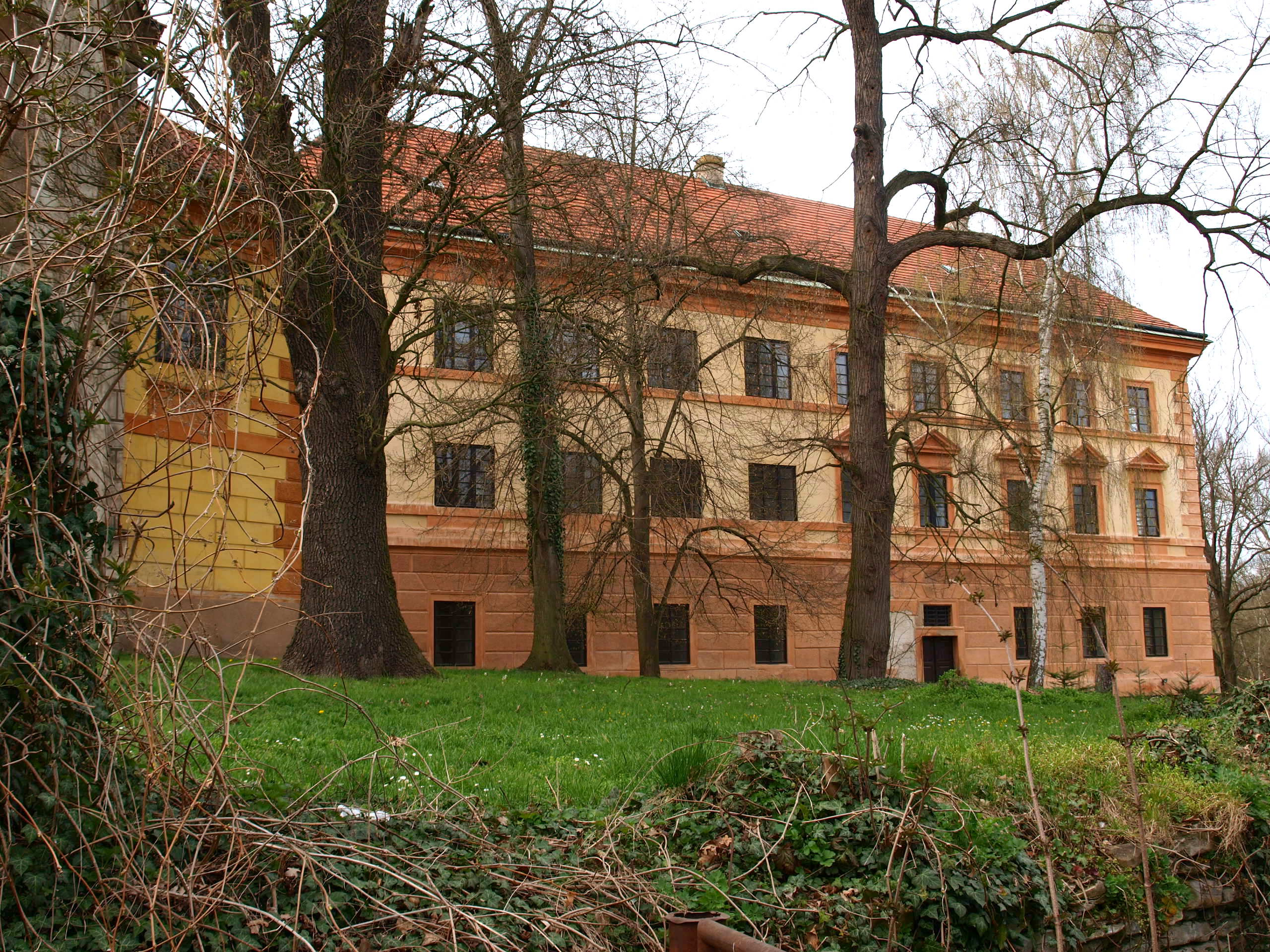
Zadní trakt zámku nad řekou
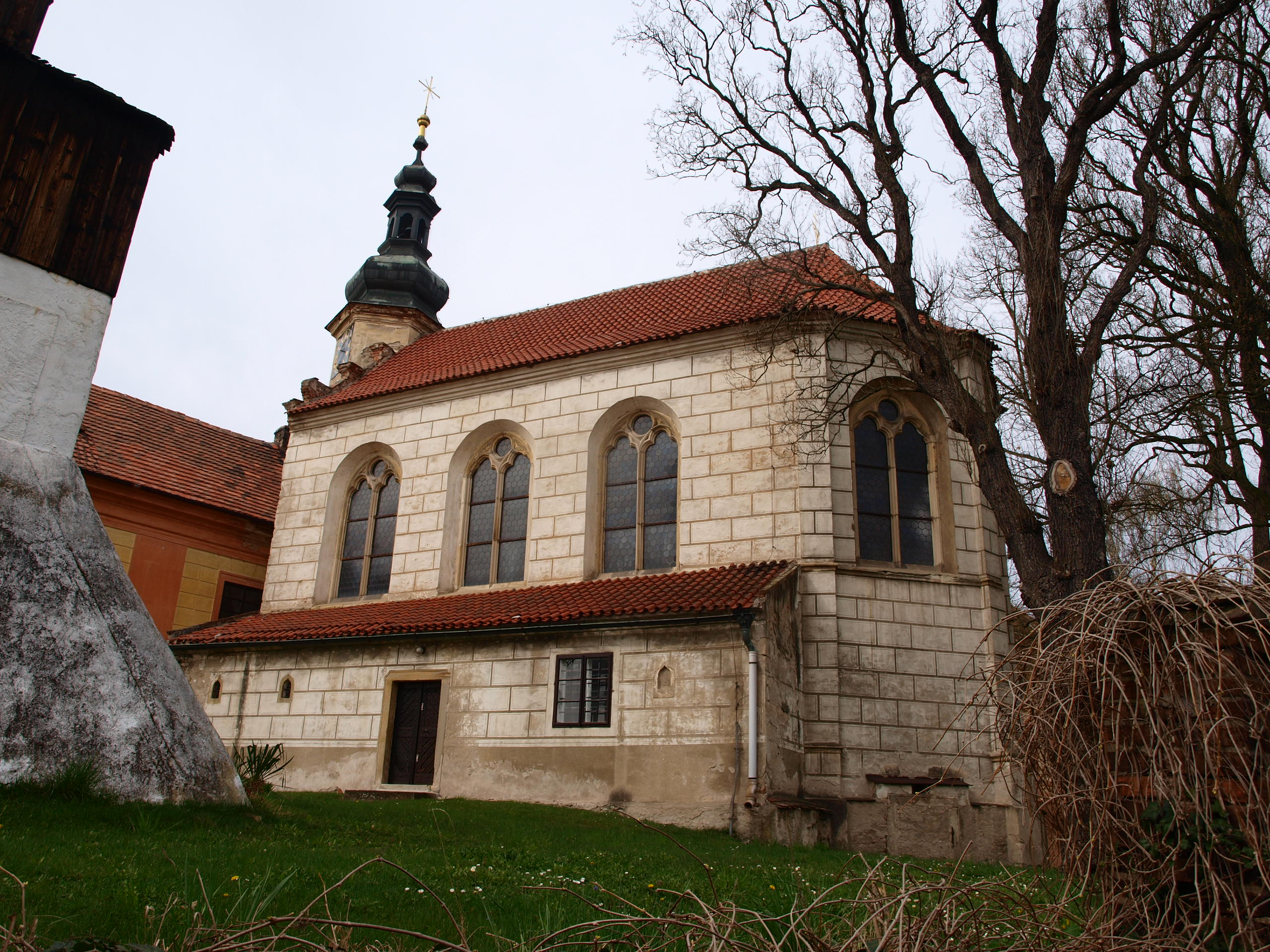
Zámecký kostel sv. Jana Křtitele
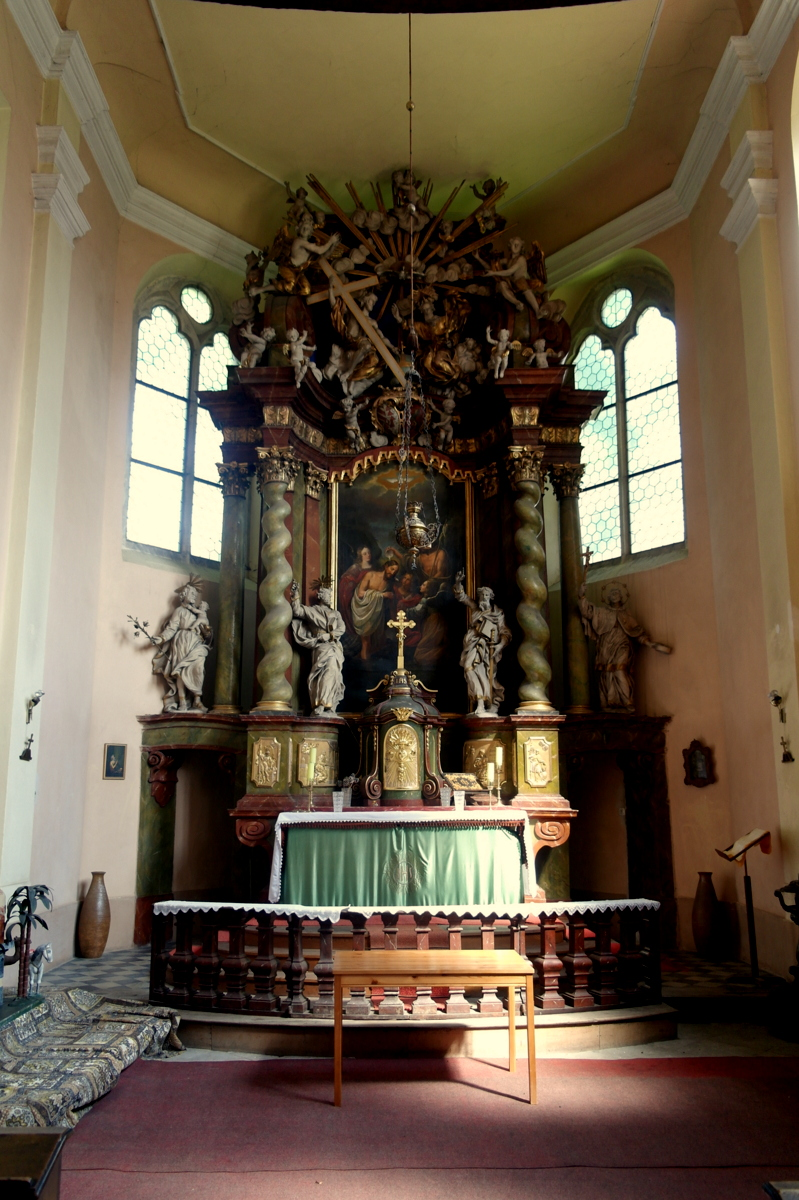
Interiér kostela
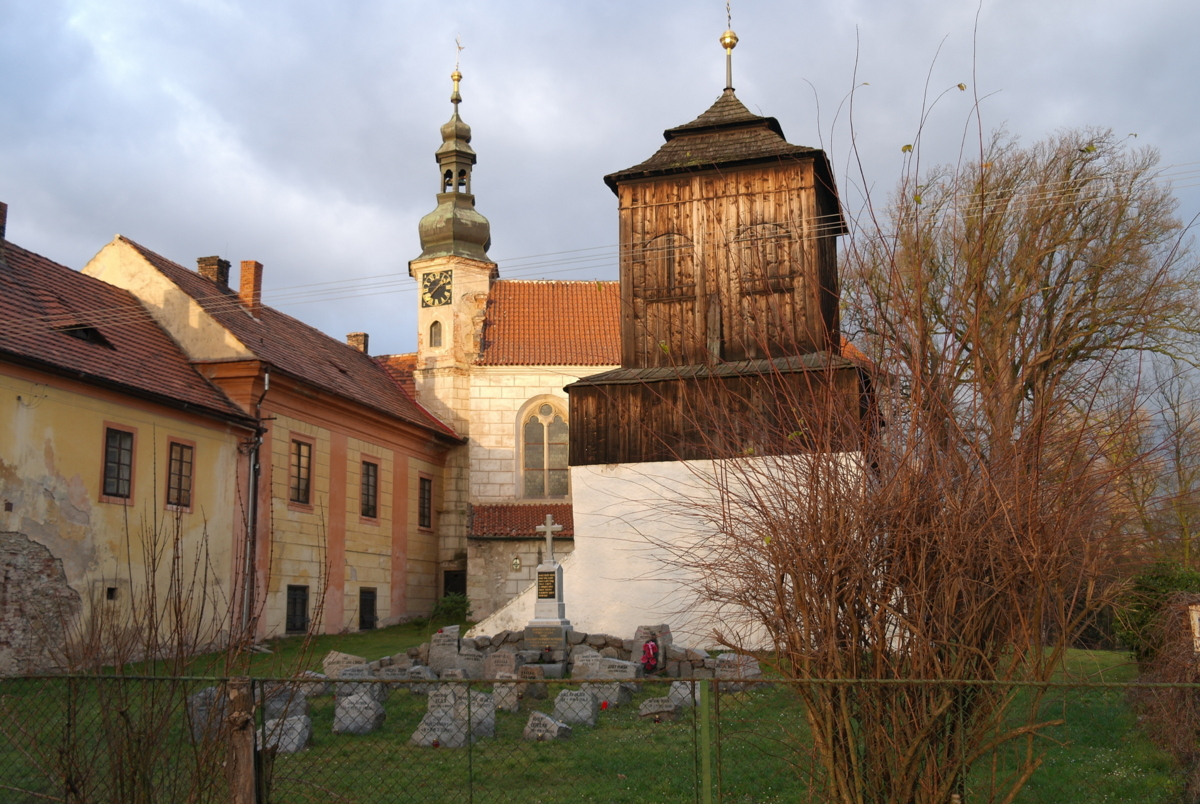
Zvonice u kostela a pomníky padlých